# Internet Explorer 7
Windows Internet Explorer 7 (kodno ime Rincon, pogosto okrajšano IE7) je sedma izdaja Microsoftovega spletnega brskalnika Internet Explorer za operacijske sisteme Windows. Izdan je bil 18. oktobra 2006, malo pred izdajo sistema Windows Vista, ter po več kot petih letih nadomestil nepriljubljeni Internet Explorer 6. Je prednameščen in privzet brskalnik za sistema Windows Vista in Windows Server 2008. Mogoče ga je namestiti tudi v Windows XP in Windows Server 2003, ne podpira pa več sistemov Windows NT 4.0, Windows 98, Windows 2000 in Windows Me. Marca 2009 ga je nadomestila novejša različica Internet Explorer 8.

## Novosti
Nekatere od najpomembnejših novosti in sprememb v Internet Explorerju so:
- Prenovljen uporabniški vmesnik v podobi, skladni z Windows Aero. Novosti sta brskanje z zavihki in vgrajena iskalna vrstica, ki podpira več iskalnikov.
- Vgrajen bralnik spletnih virov RSS in Atom, temelječ na platformi Windows RSS Platform.
- Številne varnostne izboljšave:
  - Večja ločitev Internet Explorerja od operacijskega sistema, kar zmanjšuje ranljivost sistema na napade z interneta. V sistemu Windows Vista deluje brskalnik v "zaščitenem načinu", temelječem na nadzoru uporabniškega računa sistema Windows. Internet Explorer teče v "peskovniku", v katerem ima zagotovljenih še manj pravic kot omejeni uporabniški računi in nima dostopa za pisanje v datoteke ali registrske ključe izven temu namenjenega dela operacijskega sistema. To preprečuje napade, pri katerih je zlonamerna stran preko brskalnika v sistem namestila zlonamerno programsko opremo.
  - Dodana je zaščita pred lažnim predstavljanjem, ki preprečuje dostop do spletnih strani, ki s predstavljanjem za drugo spletno mesto poskušajo od uporabnika pridobiti občutljive podatke. Internet Explorer preveri vsako obiskano stran s seznamom znanih zavajajočih strani ter v primeru ujemanja blokira nalaganje.
  - Naslovna vrstica spreminja barvo glede na vrednost zaupanja spletnemu mestu. Običajno bela naslovna vrstica ob obisku spletne strani z lažnim predstavljanjem ali spletnega mesta z neveljavnim digitalnim potrdilom postane rdeča, pri obisku spletnega mesta z digitalnim potrdilom "razširjene veljavnosti" (EV) pa zelena.
  - Preprečitev namestitve in izvajanja kontrolnikov ActiveX brez uporabnikove izrecne privolitve.
  - Omejitev zmožnosti upravljanja okna brskalnika (velikosti, položaja, napisa vrstice stanja) z JavaScriptom.
  - Povečana moč šifriranja na 256 bitov (samo Windows Vista in novejši sistemi).
- Dodana možnost izbrisa zgodovine brskanja v enem koraku.
- Podpora za domene z mednarodnimi znaki.
- Izboljšana podpora za spletne standarde (čeprav še vedno majhna glede na sodobnike in nezadostna, da bi brskalnik opravil preskusa Acid2 in Acid3).
- Sprememba imena iz Microsoft Internet Explorer v Windows Internet Explorer v okviru Microsoftove spremembe označevanja programov, vključenih v sistem Windows.